# Иванэ (Мелик-Вани) II Джрабердский
Ованнес Атабекян (Касапет, 1766 — Касапет, 7 марта, 1854), мелик Вани, князь, последний правитель Джрабердского княжества (меликства) (1814—1854): Согласно родовому кондаку (грамоте) католикоса Епрема I Дзорагехци, княжеский дом Атабекянов ведет своё происхождение от потомка венценосного князя Гасана-Джалала Дола — князя Атабека III.
Князь Вани Атабекян родился в семье Арутюна (Туни) Атабекяна в родовой вотчине Атабекянов — в селении Касапет. Юность провёл в Касапете, управляя одиннадцатью родовыми мельницами Атабекянов, а также ювелирной мастерской. Однако вскоре оставил эти занятия и перешёл на военную службу.
Став командующим меликского конного отряда Джрабердского меликства, Вани Атабекян принял активное участие в русско-персидской войне 1804—1813 годов, где отличился своими особыми заслугами, оказанными русской армии. В частности, благодаря своему военному мастерству военачальника и прекрасному знанию Карабаха, Вани Атабекян множество[сколько?] раз спасал оказавшихся в затруднительных положениях русские войска, выводя их из окружения и обеспечивая их провиантом за собственный счёт, поставляя муку из касапетских мельниц Атабекянов. В 1805 году Вани Атабекян участвовал со своей конницей в сражении при реке Тертер. 19—20 октября 1812 года князь Вани Атабекян со своей конницей принял участие в разгроме 30-тысячной персидской армии принца Аббаса-Мирзы при крепости Асландуз. Князь Вани также участвовал во взятии Ленкорани 1 января 1813 года. Военные и дипломатические заслуги князя Вани Атабекяна нашли отражение в книге «Первые добровольцы Карабаха в эпоху водворения русского владычества» за авторством знаменитого русского военного историка генерала Василия Потто.
В 1812 году, от имени шаха Персии, князь Вани Атабекян получил в наследственное правление княжество (меликство) Джраберд. Князь Вани правил Джрабердским княжеством на протяжении 42 лет. Он был женат на дочери священника — Вардуи (ум. 1857). Чета имела четырёх сыновей: князей Овсепа, Саргиса, Атабека и Микаела.